# Blackadder's Christmas Carol
Blackadder's Christmas Carol este un episod special de 42 minute al seriei de filme Blackadder, o parodie după povestirea Colind de Crăciun (în engleză A Christmas Carol) de Charles Dickens. El este situat, din punct de vedere cronologic, între Blackadder the Third (1987) și Blackadder Goes Forth (1989), și este narat de Hugh Laurie. Filmul a fost produs de BBC, fiind difuzat în premieră de postul BBC One la 23 decembrie 1988.

## Subiect
Ebenezer Blackadder (Rowan Atkinson), proprietarul unui "magazin de mustăți" din Anglia victoriană, este cel mai bun om din Anglia. El este tot ce era Ebenezer Scrooge la sfârșitul povestirii lui Dickens; generos și amabil cu toată lumea și sensibil la nefericirea celorlalți. Astfel, toți profită de bunătatea sa; toată lumea, chiar și dl. Baldrick (Tony Robinson), îl văd ca o victimă, deși el este un pic mai cinic decât strămoșii săi. Afacerea sa nu-i aduce niciun profit, toate câștigurile sale se duc pe opere de caritate, iar el duce o viață singuratică și nefericită.
În Ajunul Crăciunului, destinul lui Blackadder se schimbă atunci când Spiritul Crăciunului (Robbie Coltrane) face greșeala de a-i face o vizită pentru a-l felicita pentru bunătatea sa. Spiritul îi permite să vadă umbrele trecutului: strămoșii lui - Lordul Blackadder și dl. E. Blackadder, Esq., majordomul Prințului Regent (Hugh Laurie). În loc de a fi convins că el este mai bun decât ei, Ebenezer Blackadder începe să-i admire pentru inteligența lor și îi cere spiritului să-i arate ce se poate întâmpla dacă el va deveni la fel de rău ca și ei. El vede o viziune a unui viitor îndepărtat în care urmașul său îndepărtat, Marele Amiral Blackadder, este un lider plin de succes, dar nemilos, al unui imperiu care ocupă tot Universul, cu un Baldrick pe post de sclav și care poartă pe el doar o pereche de chiloți de piele. El ajunge să se căsătorească cu la fel de nemiloasa și ambițioasa regină Asphyxia a XIX-a după ce a scăpat de triplii ei soți-oizi. Blackadder îi cere spiritului să-i arate ce se va întâmpla dacă el va continua să fie bun. Ca răspuns, el vede o viziune alternativă al aceluiași viitor în care urmașul său purta doar o pereche de chiloți de piele și era sclavul incompetentului amiral Baldrick.
Blackadder afirmă că "Băieții răi au parte de toată distracția" (în engleză Bad guys have all the fun). El se trezește un om diferit: amar, răzbunător, lacom de bani și care-i insultă pe toți. Deși el are acum un mai mult control asupra vieții sale, el ratează o ocazie de aur când insultă doi străini care au venit să-l recompenseze pentru renumita sa generozitate. Aceștia sunt Regina Victoria (Miriam Margolyes) și Prințul Consort, Albert (Jim Broadbent) care au venit să-i ofere 50.000 £ și titlul de Baron Blackadder pentru că era considerat cel mai bun om din Anglia. Perechea regală pleacă fără să-i dea banii și să-l înnobileze, după ce a fost ridiculizată de Blackadder. Episodul se încheie cu Blackadder privind uimit atunci când Baldrick îi spune că victimele sale au fost cuplul regal și îi prezintă sigiliul regal lăsat de regină.

### Versiunea cenzurată
Există uneori un schimb de replici pe la începutul episodului, după ce Baldrick vorbește despre câinele din piesa cu Nașterea lui Isus. Blackadder îl întreabă: "Copiii nu erau supărați?", iar Baldrick răspunde: "Nu, ei l-au îndrăgit. Ei vor să facem un altul pentru Paști. Vor să ne vadă cum batem câinele în cuie". Majoritatea acestor replici a fost tăiată în cele mai multe versiuni pe casete video și pe DVD. Cel mai vechi caz cunoscut al acestei modificări a fost la 2 ianuarie 1998, aceeași versiune fiind folosită pentru difuzările ulterioare cu prilejul Crăciunului în anii 2007, 2008 și 2010. Aceste linii lipsesc, de asemenea, din boxsetul Ultimate Edition.

## Distribuție
- Rowan Atkinson - Ebenezer Blackadder, strămoșii și descendenții săi
- Tony Robinson - domnul Baldrick, strămoșii și descendenții săi
- Stephen Fry - Lordul Melchett și Lordul Frondo
- Hugh Laurie - Prințul George și Prințul Pigmot
- Miranda Richardson - Regina Elisabeta și Regina Asphyxia a XIX-a
- Robbie Coltrane - Spiritul Crăciunului
- Miriam Margolyes - Regina Victoria
- Jim Broadbent - Prințul Consort Albert
- Patsy Byrne - Nursie
- Denis Lill - Beadle
- Pauline Melville - doamna Scratchit
- Philip Pope - Lordul Nelson
- Nicola Bryant - Millicent, fina lui Blackadder[3]
- Ramsay Gilderdale - Ralph, logodnicul lui Millicent[4]
- David Barber, Erkan Mustafa și David Nunn - orfanii enormi